# Salme Setälä
Salme Setälä, född 18 januari 1894 i Helsingfors, död där 6 oktober 1980, var en finländsk arkitekt och författare. Hon var dotter till E.N. Setälä. 
Setälä blev färdigutbildad arkitekt 1917. Hon utförde merparten av sitt livsverk inom överstyrelsen för allmänna byggnader (senare Byggnadsstyrelsen), som planläggare av tiotals mindre orter i Finland. Hon ritade därtill bostadsbyggnader och sommarvillor och innehade 1925–1928 inredningsbyrån "AC" tillsammans med kollegan Aili-Salli Ahde-Kjäldman.
Hon var även en flitig författare och utgav romaner, barn- och ungdomsböcker i stort antal, några verk om föräldrarna och deras släkter, Nuori sanaseppä (1954) och Levoton veri (1966), samt memoarböckerna Polusteekin koulussa (1970) och Epäasiallinen kronikka (1973).